# Wolfgang Helbig

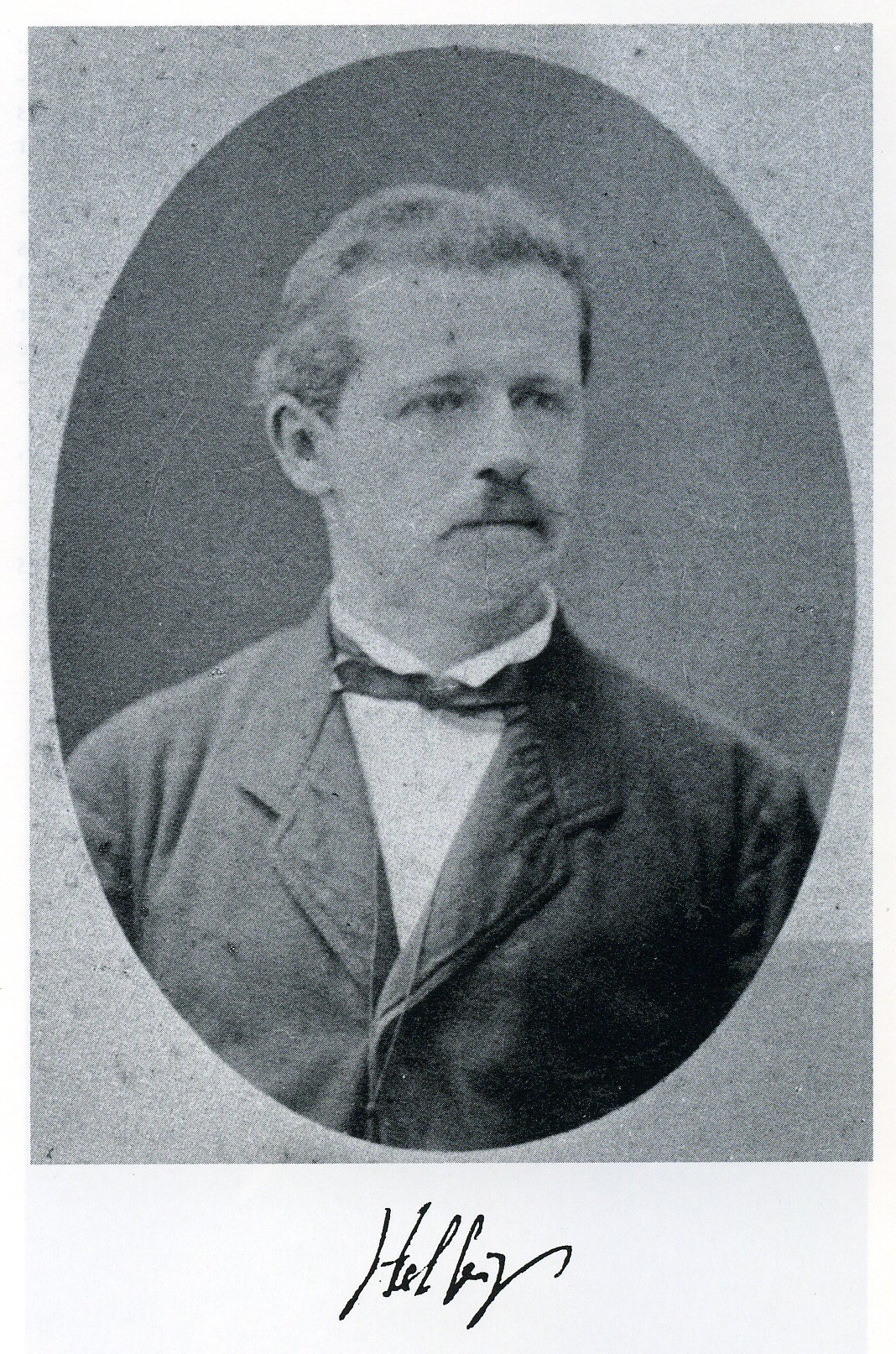
Porträt und Signatur Helbigs

Wolfgang Helbig (* 2. Februar 1839 in Dresden; † 6. Oktober 1915 in Rom) war ein deutscher Klassischer Archäologe.

## Leben und Wirken
Wolfgang Helbig, Sohn des Gymnasiallehrers Gustav Helbig, absolvierte Ostern 1856 die Kreuzschule in Dresden, an der Franz Overbeck zu seinen Schulfreunden zählte. Im Anschluss begann er 1856 sein Studium der Klassischen Philologie und Klassischen Archäologie an der Universität Göttingen bei Ernst Curtius und Gustav Albert Sauppe, wechselte aber bereits 1857 an die Universität Bonn. Dort hörte er vor allem bei den Klassischen Philologen Otto Jahn und Friedrich Ritschl sowie dem Klassischen Archäologen Friedrich Gottlieb Welcker. Während seines Studiums wurde er 1856 Mitglied der Burschenschaft Hannovera Göttingen. 1861 wurde er mit der Dissertation Quaestiones scaenicae bei Welcker promoviert. Es folgte sein Probejahr für das höhere Lehramt, das er am Joachimsthalschen Gymnasium in Berlin absolvierte. Im Herbst 1862 begab er sich als Inhaber des Reisestipendiums des Deutschen Archäologischen Instituts (DAI) für zwei Jahre nach Rom.
Nach dem Abgang von Heinrich Brunn nach München wurde er bereits 1865 zum Zweiten Sekretär des Deutschen Archäologischen Instituts Rom ernannt. Größere Reisen führten ihn durch ganz Italien, nach Griechenland und Nordafrika, nach Frankreich und Russland. Zu seinem persönlichen Schutz erhielt er einen diplomatischen Status und wurde zum Legationsrat ernannt. 1887 schied er aus dem Dienst aus, was Bernard Andreae darauf zurückführt, dass er nach dem Tod von Wilhelm Henzen nicht wie von ihm erhofft dessen Nachfolger als Erster Sekretär und Direktor des DAI Rom wurde, sondern Eugen Petersen auf diese Position berufen wurde. In den Folgejahren lebte er als Privatgelehrter in Rom, wobei ihm nicht zuletzt die 1866 geschlossene Ehe mit der russischen Prinzessin und Pianistin Nadejda Schakowskoy (1847–1922) finanzielle Unabhängigkeit verschaffte. Gleichzeitig war er als Kunsthändler tätig und vermittelte diverse Kunstwerke an ausländische Museen und private Sammler, unter anderem zahlreiche Stücke für die Ny Carlsberg Glyptotek in Kopenhagen. Deren etruskische Abteilung trägt den Namen „Helbig-Museum“.
Helbig mietete die Villa Lante al Gianicolo und widmete sich der Forschung sowie dem Kunst- und Antikenhandel. Helbig und seine Frau führten einen berühmten Salon, in dem Musiker und Schriftsteller, Adel und gekrönte Häupter Europas verkehrten. Sein Sohn Demetrio Helbig, Chemiker und General der italienischen Luftwaffe, kaufte 1909 die Villa, die er 1950 der Republik Finnland als Sitz der Botschaft am Heiligen Stuhl verkaufte.
Helbig gehörte der Accademia Nazionale dei Lincei in Rom an. 1882 wurde er korrespondierendes Mitglied der Gesellschaft der Wissenschaften zu Göttingen; im Jahre 1893 ernannte ihn auch die Bayerische Akademie der Wissenschaften zum korrespondierenden Mitglied. Ab 1876 war er korrespondierendes Mitglied der Russischen Akademie der Wissenschaften in Sankt Petersburg und ab 1894 auswärtiges Mitglied (associé étranger) der Académie des inscriptions et belles-lettres.
Zu Helbigs wichtigsten wissenschaftlichen Aktivitäten gehören seine Forschungen zur Wandmalerei in Pompeji und seine Erstpublikation der Fibula Praenestina im Jahr 1887. Diese in Praeneste ausgegrabene Fibel, deren Inschrift als ältester Text in lateinischer Sprache gilt, wurde im 20. Jahrhundert zwischenzeitlich als Fälschung angesehen (und Helbig diese Fälschung vorgeworfen), mittlerweile gilt ihre Echtheit jedoch als erwiesen. Sein Hauptwerk aber ist der Führer durch die öffentlichen Sammlungen klassischer Altertümer in Rom, dessen erste Auflage 1891 erschien. Eine 2. Auflage folgte 1899, die 3. Auflage wurde besorgt durch Walter Amelung 1912/13. Die vierte und völlig neu bearbeitete Auflage von 1963 bis 1972, organisiert von Hermine Speier unter Mitarbeit von Helga von Heintze und zahlreichen jungen Archäologen dieser Generation, erschien unter seinem Namen und ist noch heute als „der Helbig“ ein Standardwerk.

## Schriften
Außer zahlreichen Aufsätzen und kleineren Schriften veröffentlichte Helbig folgende umfangreichere Werke:
- Wandgemälde der vom Vesuv verschütteten Städte Kampaniens. Leipzig 1868; Text (Bay. Staatsbibliothek München), Tafelteil (Bay. Staatsbibliothek München).
- Untersuchungen über die Campanische Wandmalerei. Leipzig 1873.
- Die Italiker in der Po-Ebene. Leipzig 1879.
- Das homerische Epos, aus den Denkmälern erläutert. Leipzig 1884. 2. Auflage 1887.
- Führer durch die öffentlichen Sammlungen klassischer Altertümer in Rom. 2 Bände, Karl Baedeker, Leipzig 1891 (Digitalisat: Band 1, Band 2).
- Zur Geschichte der hasta donatica (= Abhandlungen der Königlichen Gesellschaft der Wissenschaften zu Göttingen, Philologisch-historische Klasse. Neue Folge, Band X, Nummer 3). Weidmannsche Buchhandlung, Berlin 1908.